# 圣德努阿勒
圣德努阿勒（法語：Saint-Denoual，法語發音：[sɛ̃ dənwal]）是法国阿摩尔滨海省的一个市镇，位于该省东北部，属于迪南区。

## 地理
圣德努阿勒（48°31'38"N, 2°24'2"W）面积8.61 平方千米，位于法国布列塔尼大區阿摩尔滨海省，该省份为法国西北部沿海省份，位于布列塔尼半岛北部，北濒大西洋英吉利海峡，西接菲尼斯泰尔省，南至莫尔比昂省，东临伊勒-维莱讷省。
与圣德努阿勒接壤的市镇（或旧市镇、城区）包括：埃南比昂、埃南萨勒、朗代比亚、普莱代利亚克、坎特尼克。

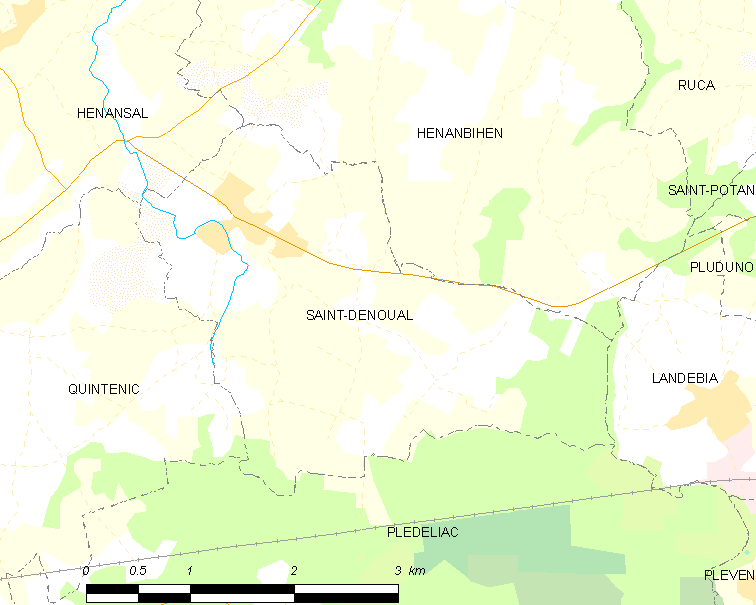
圣德努阿勒的OSM定位图

圣德努阿勒的时区为UTC+01:00、UTC+02:00（夏令时）。

## 行政
圣德努阿勒的邮政编码为22400，INSEE市镇编码为22286。

## 政治
圣德努阿勒所属的省级选区为普莱讷夫-瓦勒安德烈县。

## 人口

1962-2008年间圣德努阿勒人口变化图示

圣德努阿勒于2022年1月1日时的人口数量为490人。